# Cosmosoma bolivarensis
Cosmosoma bolivarensis là một loài bướm đêm thuộc phân họ Arctiinae, họ Erebidae.